# 布伊州
6°12′N 10°40′E / 6.200°N 10.667°E

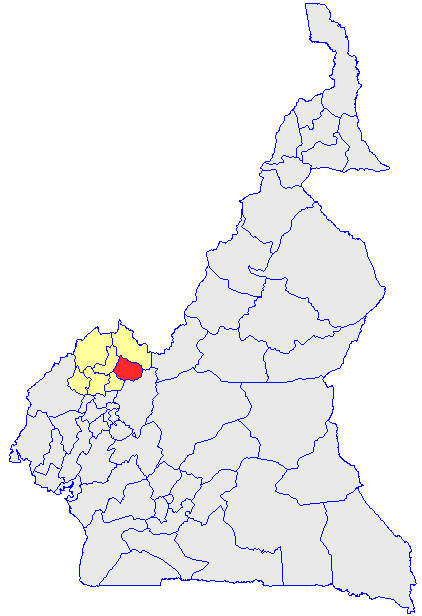

布伊州（法語：Bui），是喀麥隆的58個州份之一，位於該國西北部，由西北區負責管轄，南面是恩岡-凱頓賈州，面積2,297平方公里，2001年人口322,877，人口密度每平方公里140.6人。